# Dasha (cantante 2000)
Anna Dasha Novotny, nota semplicemente come Dasha (San Luis Obispo, 27 febbraio 2000), è una cantante statunitense di origini ceche.

## Biografia
Dasha ha fatto il proprio esordio nell'industria discografica con l'album in studio Dirty Blonde, pubblicato nel gennaio 2023. Tuttavia, soltanto col disco successivo What Happens Now? (2024) è riuscita a salire alla ribalta, facendo l'entrata nella Billboard 200 e entrando nella top ten delle Dutch Charts. Dal disco è stata estratta la hit Austin (Boots Stop Workin'), classificatasi nella top 20 della Billboard Hot 100 e entrata in svariate classifiche internazionali; il brano è certificato almeno platino in nove mercati, tra cui quello canadese (settuplo platino) e britannico.
Dasha è finita in lizza per l'Academy of Country Music Award all'artista femminile esordiente del 2025.

## Discografia

### Album in studio
- 2023 – Dirty Blonde
- 2024 – What Happens Now?

### EP
- 2021 – Shiny Things

### Singoli
- 2020 – Don't Mean a Thing
- 2020 – None of My Business
- 2020 – Better than She Did
- 2021 – Shiny Things
- 2021 – 21st Birthday
- 2021 – Love Me Till August
- 2021 – Nervous
- 2021 – Talk
- 2021 – Going Nowhere (con Taska Black)
- 2021 – Olivia
- 2022 – Fuck You
- 2022 – 7 Minutes in Heaven
- 2022 – Dramatic
- 2022 – Vegas
- 2022 – Eyeliner
- 2022 – Wish That You Were Here
- 2023 – Even Cowboys Cry
- 2023 – Austin (Boots Stop Workin')
- 2023 – King of California
- 2024 – 42
- 2024 – Didn't I?
- 2024 – Bye Bye Bye
- 2024 – Heartbreaker from Tennessee
- 2025 – Not at This Party
- 2025 – Oh, Anna!